# Антігоніш (графство)
Антіґоніш (англ. Antigonish County) — графство у провінції Нової Шотландії, Канада. Графство є переписним районом та адміністративною одиницею провінції.

## Географія

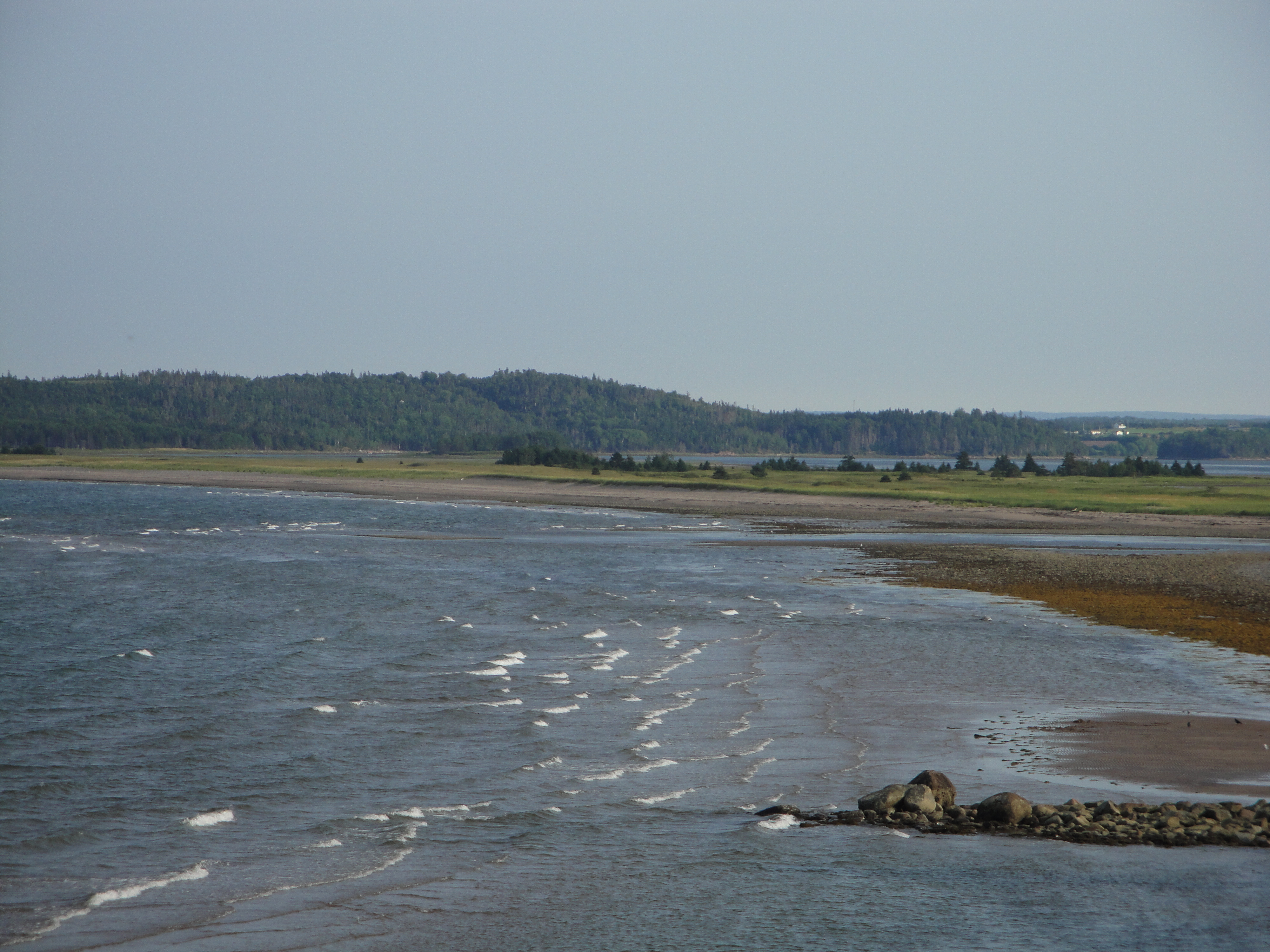

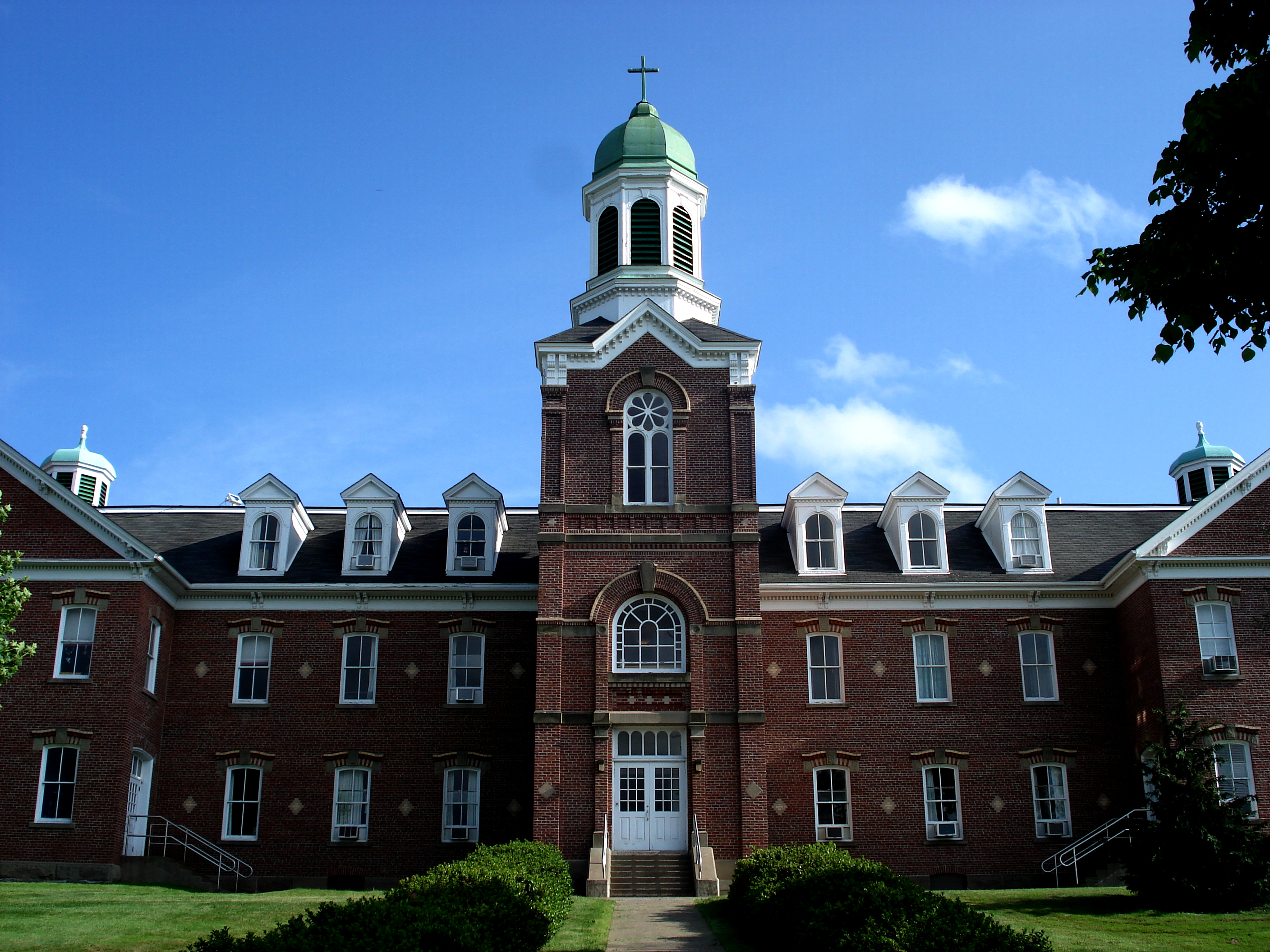

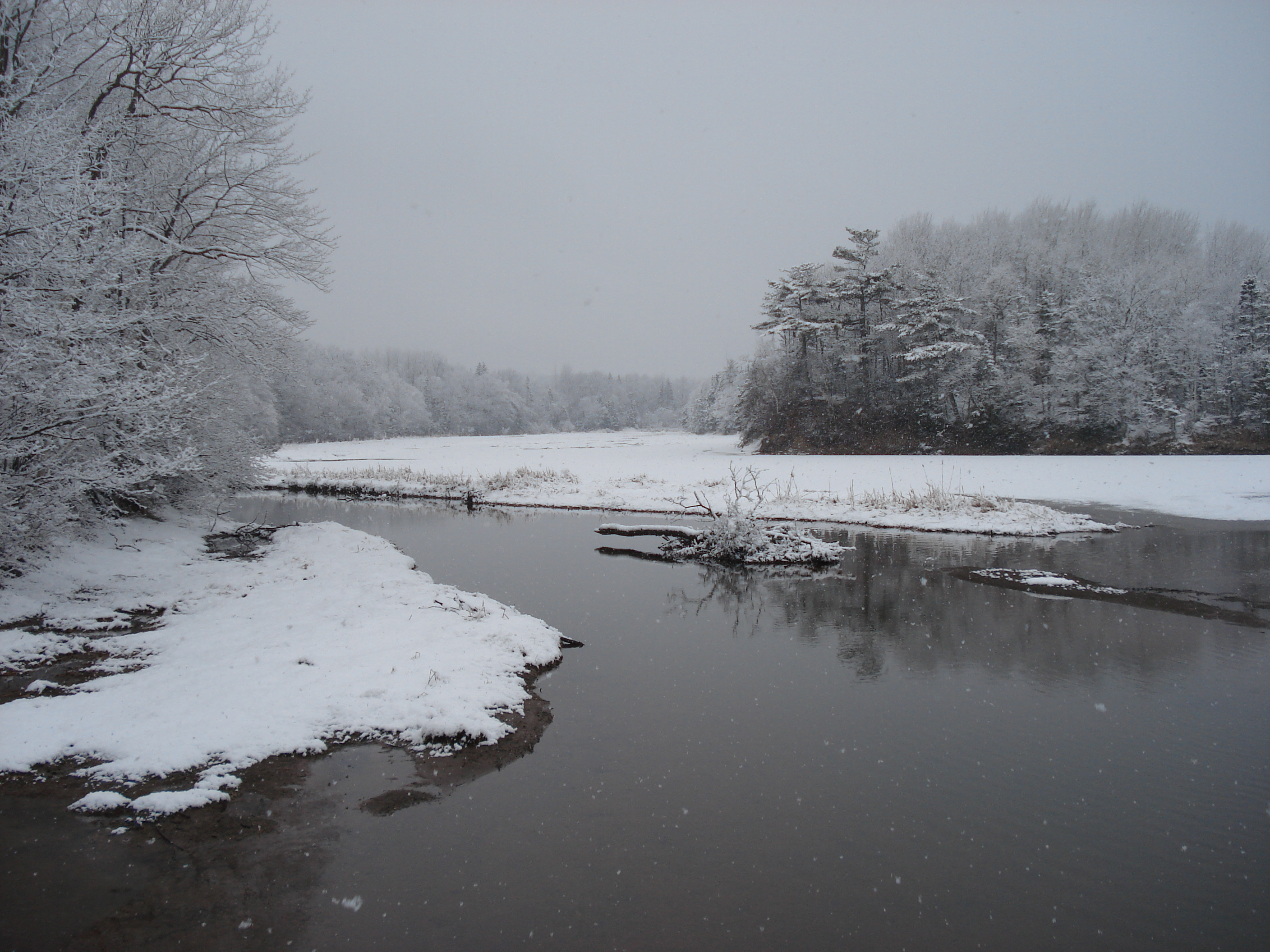

Графство розташоване в північній частині півострова Нова Шотландія. На півночі територія омивається водами протоки Нортумбрії, а на північному заході — затоки Сент-Джордж. Антіґоніш межує з графством Пікте на заході і Гайсборо — на сході
. На території графства розташовані провінційні парки Арісейґ (англ. Arisaig Provincial Park), Бейфілд-Біч (англ. Bayfield Beach Provincial Park), Бівер-Маунтін (англ. Beaver Mountain Provincial Park), Помкет-Біч (англ. Pomquet Beach Provincial Park) та інші природні об'єкти.

## Історія
У 1784 році було утворено графство Сідні, межі якого були затверджені 16 грудня 1785. У 1822 році графству відійшла частина міського поселення Сент-Меріс, яке чотири роки до цього адміністративно відносилась до графств Сідні і Галіфакс.
У 1836 році відбулися чергові зміни меж, коли був виділено графство Гайсборо.
Назву Антіґоніш графство отримало в 1863 році. Імовірно назва походить від слова Nalegitkoonecht, яке на мові мікмаків  означає «там, де обриваються гілки» (англ. where branches are torn off), що пов'язано з колись мешкавшими у цій місцевості ведмедями, які ламали гілки бук а, щоб дістатися до горіхів.

## Населення
Для потреб статистичної служби Канади графство розділене на одне містечко, дві індіанських резервації і дві неорганізованих області.
| Назва               | Оригінальна назва    | Статус                 | Площа  | Населення |
| ------------------- | -------------------- | ---------------------- | ------ | --------- |
| Антіґоніш           | Antigonish           | містечко               | 5,15   | 4 236     |
| Помкет-енд-Ефтон 23 | Pomquet And Afton 23 | Індіанська резервація  | 2,16   | 361       |
| Саммерсайд 38       | Summerside 38        | Індіанська резервація  | 0,51   | 0         |
| Округ A             | Antigonish, Subd. A  | Неорганізована область | 927,79 | 7 730     |
| Округ B             | Antigonish, Subd. B  | Неорганізована область | 522,21 | 6 509     |

## Економіка та туризм
По території графства проходить ділянка трансканадської автомагістралі — гайвей 104. Крім того, в ньому розташований ряд крупних автодоріг, таких як магістралі 4, 7, 16 і колектори 245, 316, 337, 344. У місті Антіґоніш розташований меморіальний парк пам'яті жителям графства, що стали жертвами Другої світової і корейської воєн.